# Саша Ніколовський
Саша Николовски-Ѓумар (1966, Бітола — 14 січня 2017, Скоп'є) — македонський диригент і університетський професор.

## Біографія
Саша Николовськи-Ѓумар народився у 1966 році у Битолі. Закінчив Факультет музичного мистецтва у сфері теорії музики та педагогіки, а також відділення композиції та диригування під керівництвом професора Фімчо Муратовського. У 1996 році він пройшов стажування у Петербурзькій консерваторії імені Миколи Римського-Корсакова під керівництвом видатних педагогів Іллі Мусіна та Миколи Кукушина, а в 1999 році відвідав аспірантуру Музичної академії «Панчо Владигеров» у Софії, де його вчителем був професор Василь Казанджієв.
З 1998 року він викладав на факультеті музичного мистецтва, де викладав хорове та оркестрове диригування, оперну студію та групу дисциплін диригентського профілю. Свої музичні таланти він демонстрував на виступах в Угорщині, Румунії, Болгарії, Австрії, Сербії, Боснії та Герцеговині, Хорватії та Чорногорії. Трагічно, він раптово помер від серцевого нападу у Скоп'є 14 січня 2017 року.

## Творчість
8 листопада 2014 року Саша Ніколовськи-Гюмар став головним диригентом Словенського симфонічного оркестру на концерті, присвяченому музиці з югославських фільмів і серіалів. Цей захід відбувся в «Galusova dvorana» у «Tsankarjev dom» в Любляні. Його виступ вразив слухачів мелодійною атмосферою та неперевершеним виконанням композицій.
Щодо його роботи з ансамблем сучасної музики «Св. Софія», у 2001 році він був відзначений премією «Георгій Божиков» за найкраще виконання на фестивалі «Дні македонської музики». Його вагомий внесок у виконання сучасної музики і талановите керівництво ансамблем заслуговують на визнання та високі нагороди у світі музичного мистецтва.